# Октябрь (кинотеатр, Минск)
«Октябрь» — широкоформатный кинотеатр в Минске, имеющий самый большой кинозал в Белоруссии. Расположен на проспекте Независимости, дом 73. Был спроектирован архитектором В. Н. Малышевым. Входит в структуру УП «Киновидеопрокат Мингорисполкома».

## Описание
Кинотеатр открылся 30 января 1975 года на месте прежнего кинотеатра «Зорка» (в переводе с бел. — «Звезда») во время премьеры фильма «Блокада». За 1976 год кинотеатр посетило 2 274 034 зрителей.
В кинотеатре был установлен первый экспериментальный аппарат, считывающий звуковую дорожку.
Здание кинотеатра построено по индивидуальному проекту института «Белгоспроект». Общая площадь здания составляет 8000 м². В кинотеатре один зрительный зал в форме амфитеатра на 1180 мест, который оснащён кондиционированием и стереозвуковой системой DTS Surround System.
В кинотеатре расположен вестибюль, 2 фойе, кафе, пиццерия (клуб в вечернее время). В вестибюле экзотические растения и огромная клетка с живыми попугаями. Экран в кинотеатре 22 на 10 метров.
Ко Дню города, 9 сентября 2005 года, у кинотеатра «Октябрь» установлена бронзовая скульптура «Почтальон». Композиция собрана из 100 деталей общим весом 700 килограммов.
8 марта 2012 года кинотеатр открылся после ремонта, в ходе которого кресла были заменены на более комфортные, а общее количество мест уменьшилось с 1388 до 1180, появилась цифровая подсветка рядов.
По словам солиста ВИА «Песняры» Леонида Борткевича в книге «„Песняры“ и Ольга», он участвовал в проектировании кинотеатра «Октябрь», что стало предметом его дипломной работы.

## Данные
2011 год — 710 тыс. зрителей.
2014 год — рентабельность кинотеатра 3,7 %.